# Nokia E70

Nokia E65 are 3G, Wi-Fi 802.11 b/g, Bluetooth, Infraroșu, Pop-Port. Suportă EGSM 850/900/1800/1900 și W-CDMA 2100. Are o tastatură QWERTY

## Design
Tastatura se deschide cu o mișcare de pivotare care se mișcă pe cealaltă parte a smartphone-ului. După ce ați terminat procesul de deschidere este vizibilă tastatura QWERTY. 
Tastaura numerică este realizat dintr-un material plastic cauciucat moale. Pe partea din spate sus în stânga este difuzorul, lentilele camerei și semnul NOKIA. 
Pe partea dreaptă a bateriei este slotul pentru card de memorie miniSD care permite funcționalitatea hot swap. Cartela SIM se poate accesa cu ușurință când se scoate bateria. 
Partea stângă a telefonului găzduieste butonul de înregistrare  și de mecanismul de deschidere a tastaturii. Partea dreaptă deține cealaltă parte a mecanismului de deschidere și portul infraroșu. În partea de jos găsim Pop-Port-ul și portul încărcare. 
Mecanismul de deschidere a smartphone-ului se prinde de tastatura numerică și se rotește spre ecran până când se fixează.

## Multimedia
Nokia E70 are o cameră de 2 megapixeli. Camera video poate filma la rezoluția CIF (352 x 288 pixeli). Playerul video este Real Player.
Player-ul audio suportă formatele MP3/WMA/WAV/RA/AAC/M4A. Player-ul video suportă formatele WMV/RV/MP4/3GP.

## Conectivitate
Nokia E70 suportă GPRS și EDGE. Dispune de un port în infraroșu și Bluetooth v1.2 și conectivitate Wi-Fi.
PC Suite suportă  cască, Hands Free, acces OBEX  și de Dial Up Networking Profile.
Wireless-ul suportă criptarea pentru rețelele WEP și WPA.
E70 suportă pentru USB 2.0 prin conectorul Pop-Port cu care se sincronizeză datele și funcționează ca modem pentru laptop sau PC. 

## Caracteristici
- Ecran TFT de 2.1 inchi cu rezoluția de 352 x 416 pixeli
- Memorie internă 64 MB, 64 MB RAM
- Camera de 2 megapixeli
- Wi-Fi
- PTT (Push to Talk)
- Sistem de operare Symbian OS 9.1, S60 ediția a 3-a
- Bluetooth 1.2
- Pop-Port
- Vizualizator de documente Word/Excel/Powerpoint/PDF